# Jack Tracy
Jack L. Tracy (* 27. Juli 1926 in Minneapolis, Minnesota; † 21. Dezember 2010 in Nooksack, Washington) war ein US-amerikanischer Musikredakteur, Autor und Musikproduzent.

## Leben
Tracy wuchs in Minneapolis auf und graduierte 1949 an der University of Minnesota School of Journalism. Seine berufliche Laufbahn begann er in Chicago als Redakteur des Jazzmagazins Downbeat; so schrieb er 1954 eine Serie über Drogenkonsum in der Musikszene. Nach neun Jahren beim Downbeat, davon sechs Jahre als Executive Editor war er ab 1958 als Produzent für das Label Chess Records und dessen Jazz-Sublabel Argo tätig; dort war er für Alben von Ahmad Jamal Ramsey Lewis, Dodo Marmarosa (Dodo’s Back) und auch die ersten Aufnahmen des Benny Golson/Art Farmer-Jazztet wie Meet the Jazztet (1960) verantwortlich.
Ab Ende der 1950er Jahre arbeitete Tracy als A&R bei Mercury Records, wo er den Jazz und Pop-Bereich – u. a. Aufnahmen von Lee Hazlewood oder Harry Nilsson – betreute (er löste 1958 Bob Shad als Leiter des Jazz-Sublabels EmArcy von Mercury ab) und ab 1962 deren Niederlassung in Los Angeles leitete. Er war auch für das Jazz-Sublabel Limelight Records verantwortlich und produzierte u. a. Aufnahmen mit Cannonball Adderley/John Coltrane, Art Blakey, Terry Gibbs, Roland Kirk (Rip, Rig and Panic) oder Gerry Mulligan. Tracy produzierte ab 1966 für die Label Liberty Records, World Pacific und Fantasy Records; bis in die 1970er Jahre war er für die Produktion von über 300 Alben verantwortlich. Mit Leonard Feather veröffentlichte er 1979 bei Da Capo das Buch Laughter from the Hip. In seinen späteren Jahren betätigte er sich als freier Autor und Musikkritiker (u. a. für den Blog Rifftides) an der Westküste der USA.
Tracy ist nicht mit dem gleichnamigen Sherlock-Holmes-Forscher zu verwechseln.